# Stéphane Simian
Stéphane Simian, né le 8 juin 1967 au Pontet, est un joueur de tennis français.
En 1993, il atteint les demi-finales de l'Open de Manchester où il est battu par le futur vainqueur, l'australien Jason Stoltenberg.
À l'issue de la saison 1996, il reçoit le prix ATP du « Retour de l'année ». Il a été l'entraîneur du joueur Michaël Llodra.

## Palmarès

### Finales en simple messieurs
| No | Date       | Nom et lieu du tournoi                             | Catégorie    | Dotation  | Surface      | Vainqueur       | Score         |  |
| -- | ---------- | -------------------------------------------------- | ------------ | --------- | ------------ | --------------- | ------------- |  |
| 1  | 12-10-1992 | Riklis Israel Tennis Center Classic, Tel Aviv      | World Series | 130 000 $ | Dur (ext.)   | Jeff Tarango    | 4-6, 6-3, 6-4 |  |
| 2  | 10-06-1996 | Continental Grass Court Championships, Bois-le-Duc | World Series | 475 000 $ | Gazon (ext.) | Richey Reneberg | 6-4, 6-0      |  |

### Titres en double messieurs
| No | Date       | Nom et lieu du tournoi   | Catégorie    | Dotation  | Surface    | Partenaire       | Finalistes                    | Score         |  |
| -- | ---------- | ------------------------ | ------------ | --------- | ---------- | ---------------- | ----------------------------- | ------------- |  |
| 1  | 03-01-1994 | Qatar Mobil Open Doha    | World Series | 500 000 $ | Dur (ext.) | Olivier Delaitre | Shelby Cannon Byron Talbot    | 6-3, 6-3      |  |
| 2  | 18-04-1994 | KAL Cup Korea Open Séoul | World Series | 188 750 $ | Dur (ext.) | Kenny Thorne     | Kent Kinnear Sébastien Lareau | 6-4, 3-6, 7-5 |  |

### Finale en double messieurs
| No | Date       | Nom et lieu du tournoi                               | Catégorie    | Dotation  | Surface      | Vainqueurs            | Partenaire | Score    |  |
| -- | ---------- | ---------------------------------------------------- | ------------ | --------- | ------------ | --------------------- | ---------- | -------- |  |
| 1  | 09-05-1994 | America's Red Clay Tennis Championship Coral Springs | World Series | 215 000 $ | Terre (ext.) | Lan Bale Brett Steven | Ken Flach  | 6-3, 7-5 |  |

## Parcours en Grand Chelem

### En simple
| Année | Open d'Australie | Open d'Australie    | Roland-Garros   | Roland-Garros    | Wimbledon       | Wimbledon         | US Open         | US Open        |
| ----- | ---------------- | ------------------- | --------------- | ---------------- | --------------- | ----------------- | --------------- | -------------- |
| 1991  | -                | -                   | -               | -                | -               | -                 | 3e tour (1/16)  | Pete Sampras   |
| 1992  | -                | -                   | 1er tour (1/64) | Chris Pridham    | -               | -                 | -               | -              |
| 1993  | 3e tour (1/16)   | Christian Bergström | 1er tour (1/64) | Jaime Oncins     | 1er tour (1/64) | Laurence Tieleman | 1er tour (1/64) | Jonas Björkman |
| 1994  | 1er tour (1/64)  | Pete Sampras        | 1er tour (1/64) | Todd Martin      | 1er tour (1/64) | Christian Saceanu | -               | -              |
| 1995  | -                | -                   | -               | -                | 1er tour (1/64) | Greg Rusedski     | -               | -              |
| 1996  | -                | -                   | 1er tour (1/64) | Gilbert Schaller | -               | -                 | 1er tour (1/64) | Thomas Enqvist |
| 1997  | 2e tour (1/32)   | Todd Woodbridge     | 3e tour (1/16)  | Michael Chang    | -               | -                 | -               | -              |

### En double
| Année | Open d'Australie | Open d'Australie | Roland-Garros                         | Roland-Garros                     | Wimbledon | Wimbledon | US Open | US Open |
| 1997  | -                | -                | 2e tour (1/16) Jean-Philippe Fleurian | Mark Philippoussis Patrick Rafter | -         | -         | -       | -       |